# Viola nannei
Viola nannei là một loài thực vật có hoa trong họ Hoa tím. Loài này được Pol. miêu tả khoa học đầu tiên năm 1877.